# Guayabito (Panamá Oeste)
Guayabito es un corregimiento del distrito de San Carlos en la provincia de Panamá Oeste, República de Panamá. La localidad tiene 502 habitantes (2010).